# Гуй Маджо
Гуй Бертранд Маджо (фр. Guy Bertrand Madjo; нар. 1 червня 1984, Дуала, Камерун) — камерунський футболіст, нападник.
Футболом розпочав займатися в Камеруні, але в молодому віці переїхав до Англії, де підсилив «Пітерсфілд Таун» з Футбольної ліги Уессекса. Він привернув увагу «Бристоль Сіті», з яким у серпні 2005 року підписав контракт. Зіграв декілька матчів за «Бристоль Сіті», в листопаді 2005 року Маджо відправився в оренду до «Форест Грін Роверз», а в січні 2006 року підписав повноцінний контракт з клубом. Наприкінці сезону 2005/06 років «Форест Грін» надав Гую статус вільного агента, не зумівши домовитись про новий контракт. Зрештою, у серпні 2006 року вільним агентом підписав контракт із новачком Національної конференції «Стаффорд Рейнджерс», провів у команді один сезон.
У червні 2007 року Маджо вільним агентом підписав контракт з «Кроулі Таун». На початку сезону 2007/08 років відзначився 11-ма голами у 18-ти матчах, завдяки чому привернув до себе увагу клубів Футбольної ліги Англії. У листопаді 2007 року Маджо підписав орендну угоду з «Челтнем Таун», з можливістю переходу на постійній основі. Однак, зігравши п'ячть матчів за клуб, повернувся до «Кроулі» в січні 2008 року, почувши про інтерес до нього з боку «Шрусбері Таун». Невдовзі Гуй підписав контракт з «Шрусбері» за відступні в розмірі 20 000 фунтів стерлінгів. У команді провів один рік, хоча протягом сезону 2008/09 років не грав. У січні 2009 року Маджо вирішив виїхати за кордон, приєднавшись вільним агентом до «Гуаньдун Санрейв Кейн» з Першої ліги Китаю. Наступного сезону виступав за «Бюліс» (Балш) з Суперліги Албанії. У червні 2011 року вільним агентом повернувся до Англії, де підписав контракт з новачком Першої ліги «Стівенідж». У листопаді 2011 року відправився у 6-тижневу оренду до «Порт Вейл». У січні 2012 року підписав контракт з «Олдершот Таун», а дев'ять місяців по тому перейшов в оренду до «Плімут Аргайл». У березні 2013 року приєднався до «Маклсфілд Таун», а через півроку переїхав до Гонконгу, щоб виступати за «Тойн Ман», а потім виступав за «Луктабфа» у Таїланді. У листопаді 2014 року повернувся до Англії, щоб підписати команду з «Транмер Роверз». Судом Великої Британії його було відправлено до в'язниці за сексуальне насильство у січні 2016 року після заочного судового розгляду.

## Клубна кар'єра

### Ранні роки
Гуй Маджо розпочав свою англійську клубну кар'єру в «Пітерсфілд Таун» з Футбольної ліги Уессекса. У сезоні 2004/05 років відзначився 12-ма голами в 11-ти матчах, завдяки чому привернув до себе увагу клубів з вищих дивізіонів. Побував на перегляді в «Сток Сіті» та «Порт Вейл», де справив хороше враження на головного тренера «Стока» Йогана Боскампа та головного тренера «Вейл» Мартіна Фойла, але залишив Сток-он-Трент, після того як отримав лише пропозицію від «Порт Вейла» перейти до команди на безконтрактній основі. У серпні 2005 року відправився на перегляд у «Бристоль Сіті», зіграв за резервну команду клубу в програному (0:3) поєдинку проти «Челтнем Таун». Відзначився двома голами в трьох матчах за резервну команду. На той час Маджо перебував у країні без дозволу на роботу, і згодом не міг підписати контракт з клубом, допоки не було прийнято рішення про те, чи буде прийнята заява про дозвіл на роботу. Перебуваючи три тижні без ігрової практики в «Бристоль Сіті», Гуй прийняв пропозицію приїхати на перегляд до представника аргентинського Прімера Дивізіону «Бока Хуніорс». Однак за день до дати вильоту в Аргентину, йому було надано дозвіл на роботу, а згодом вільним агентом підписав контракт з «Бристоль Сіті». Маджо дебютував за «Бристоль Сіті» в першій виїзній перемозі (3:2) клубу в сезоні 2005/06 років, провів на полв 86 хвилин проти «Брентфорда». Після цього ще 5 разів зіграв за команду, в я ких відзначився одним голом у програному (2:3) поєдинку Трофеї Футбольної ліги проти «Барнета» (забив через шість хвилин після виходу з лави запасних).

### «Форест Грін Роверз»
Під керівництвом Гарі Джонсона зіграв невелику кількість матчів, тому в листопаді 2005 року відправився в оренду до представника Національної конференції «Форест Грін Роверз», з можливістю переходу на постійній основі. За нову команду дебютував наступного дня, замінивши Зему Аббея в програному (0:2) виїзному поєдинку чемпіонату проти «Аккрінгтон Стенлі». Тиждень по тому відзначився дебютним голом за «Роверз», відзначився вирішальним м'ячем у переможному (2:1) поєдинку проти «Олдершот Таун», окрім цього, у вище вказаному поєдинку отримав червону картку. Через видалення пропустив три наступні матчі команду, повернувшись до її складу місяць по тому, 26 грудня 2005 року, вийшовши з лави запасних в нічийному (2:2) поєдинку проти «Герефорд Юнайтед», в якому також в кінцівці матчу відзначився голом. Чотири дні по тому, в переможному (4:2) поєдинку проти «Олдершота» відзначився двома голами, а в нічийному (1:1) поєдинку проти «Герефорда» відзначився своїм 5-им голом у 4-ох матчах. Після успішного періоду оренди, протягом якої відзначився 5-ма голами у 6-ти матчах, Маджо підписав 13 січня 2006 року підписав з клубом повноцінний контракт до завершення сезону 2005/06 років. У своєму дебютному поєдинку після підписання повноцінного контракту відзначився двома голами в переможному (5:0) матчі проти «Олтрінгема». Загалом у футболці «Форест Грін» відзначився 9-ма голами в 24-ох поєдинках за клуб.

### «Стаффорд Рейнджерс»
Наприкінці сезону «Форест Грін» не зміг запропонувати Маджо продовжений контракт, оскільки гравець перебував «поза межами країни». Незадовго до початку сезону 2006/07 років, 8 серпня 2006 року, приєднався до новачка Національної Конференції «Стаффорд Рейнджерс». Став першим повноцінним гравцем «Стаффорд Рейнджерс». Дебютував за команду чотири дні по тому, в нічийному (1:1) поєдинку проти «Грейс Атлетік». Відзначився переможним голом у наступному матчі клубу, в переможному (1:0) проти «Олрінгема», на 81-й хвилині відзначився потужним ударом після навісу Долапо Олаоє. Тривалий період часу не зміг відзначитися голом, 10 жовтня 2006 року забив м'яч за «Стаффорда» в переможному (4:1) виїзному поєдинку проти «Грейвсенд і Нортфліт». Чотири дні по тому на 8-й хвилині переможного (1:0) поєдинку проти «Вокінга», забивши з 18 ярдів. Місяцем пізніше Маджо відзначився четвертим голом у сезоні 2006/07 років у програному (1:3) поєдинку проти «Галіфакс Таун», перш ніж відзначився голом у нічийному (2:2) домашньому поєдинку проти «Сент-Олбанс Сіті».Потім майже протягом двох місяців не зміг відзначитися, перш ніж 27 січня 2007 року відзначитися втішним голом у програному (1:3) домашньому поєдинку проти «Моркема», а гості за рахунку (3:0) зусиллями Маджо пробив «чудовим 20-ярдовим залпом» повз воротаря «Моркамба» Стівена Дренча. Після цього відзначився ще дев'ять матчів без забитих м'ячів, завершивши гольову посуху 24 березня 2007 року в переможному (4:2) поєдинку проти «Грейс Атлетік». Три дні по тому відзначився переможним (1:0) домашньому поєдинку проти «Олтрінгема», відзначився ударом головою з подачі Натана Талботта. В програному (2:4) виїзному поєдинку проти «Олдершот Таун» відзначився двома голами з близької відстані, завдяки чому довів кількість забитих м'ячів до двозначної позначок. Маджо 17 квітня 2007 року забив обома голами в переможному (2:0) поєдинку проти «Нортвіч Вікторія». Ця перемога, окрім того, забезпечила місце «Стаффорда» ще на один сезон у Національній Конференції. Відзначився 12 голами за «Стаффорд» у 45 матчах.

### «Кроулі Таун»
28 червня 2007 року Маджо, разом з Джоном-Полом Піттманом і Тайроном Томпсоном, підписав контракт з «Кроулі Таун». У своєму дебютними голами за «Кроулі» у першому турі чемпіонату 2007/08 проти «Стівеніджа» (2:1). Наступного туру також відзначився голом, цього разу в програному (1:4) виїщному поєдинку проти «Солсбері Сіті». У вересні 2007 року відзначився голом у п'ятому поєдинку поспіль, в переможному (5:3) домашньому матчі проти «Вокінга». Також відзначився двома голами в жовтні 2007 року, відзначився голами в гостьових поєдинках проти «Кіддермінстер Гарріерз» та «Веймута» відповідно. Відзначився 11-ма голами в 18-ти матчах, через що з'явилися чутки про перехід до одного з клубів Футбольної ліги. Маджо сказав: «Приємно, коли люди говорять про тебе добрі речі, але на даний момент я не думаю про інші клуби. Все, про що я думаю, - це робити свою роботу і робити все можливе для Кроулі».. 21 листопада 2007 року, через чотири дні після того, як отримав виклик до національної збірної Камеруну, Маджо приєднався до першолігового «Челтнем Таун» в 1-місячну оренду, з можливістю повноцінного переходу. Після від'їзду Маджо головний тренер «Кроулі Таун» Стів Еванс сказав: «Як менеджер, я надзвичайно розчарований. Як клуб, ми завжди знали, що настане цей день. Він надзвичайний талант і зразковий професіонал». Маджо дебютував за «Челтнем» 25 листопада 2007 року, вийшовши на заміну на 77-й хвилині в «шокуючому» переможному (1:0) домашньому матчі проти «Лідс Юнайтед». Вперше в старті нової команди вийшов на поле наступного туру, в переможному (1:0) матчі проти «Лутон Таун». За період 1-місячної оренди зіграв 5 матчів у футболці «Челтнема». Незважаючи на хороше враження на головного тренера «Челтнема» Кейта Даунінга, клуб вирішив не купувати гравця на постійній основі через те, що Даунінг мав у своєму розпорядженні більше коштів — «Маджо не зробив нічого, крім як вразив усіх у «Челтнема», але завдяки додатковим коштам для Кіта Даунінга, Челтнем поставили свої вимоги вище».

### «Шрусбері Таун»
У січні 2008 року «Шрусбері Таун» викупив Гуя за 20 000 фунтів стерлінгів. Дебютував за команду наступного дня після підписання контракту за клуб, зіграв усі 90 хвилині у програному (1:3) поєдинку проти «Герефорд Юнайтед». Дебютним голом за «Шрусбері» відззначився в наступному турі, відзначився голом у переможному (2:0) поєдинку проти «Моркема». Наступного тижня Маджо знову відзначився голом, завдяки чому вивів «Шрусбері» (грали в 10-ох) у поєдинку проти «Грімсбі Таун», який завершився з нічийним (1:1) рахунком. Провів п’ять матчів без забитих м'ячів, перш ніж відзначився голом у програному (1:4) поєдинку проти «Барнета». У другій половині сезону 2007/08 роківзіграв 15 матчів, в яких відзначився 3-ма голами. У липні 2008 року Гуя повідомили, що він не входить до найближчих планів нового головного тренера Пола Сімпсона, оскільки його не включили до списку гравців, які поїхали до Іспанії на передсезонний тренувальний табір. Протягом перших чотирьох місяців сезону 2008/09 років не зіграв жодного офіційного матчу, а 4 грудня 2008 року його контракт достроково розірвали.

### Китай та Албанія
Після відходу зі «Шрусбері Таун» виїхав за кордон, де уклав договір з клубом китайської Першої ліги «Гуаньдун Санрейв Кейн». Зіграв 18 матчів у чемпіонаті, в яких відзначився 10-ма голами. Сезон 2009 року завершив як найкращий бомбардир клубу, окрім цього став 5-им найкращим бомбардиром чемпіонату Китаю. Наступного сезону перейшов до представника албанської Суперліги «Бюліс» (Балш). Дебютував за команду 22 серпня 2010 року в програному (2:3) поєдинку проти «Влазнії» (Шкодер), в якому зіграв усі 90 хвилин. Дебютним голом за «Бюліс» відзначився 30 жовтня 2010 року на 1-й хвилині переможного (3:1) поєдинку проти «Беси» (Кавая). У листопаді 2010 року на останніх хвилинах відзначився переможним голом у воротах «Шкумбіні» (3:2). 24 грудня 2010 року отримав червону картку в програному (1:2) поєдинку проти «Кастріоті». Цей матч став для Гуя останнім у футболці «Бюліса». Згодом нападник сказав: «я відчував, що Бюліс (Балш) не поважав мій контракт, тому я сів із клубом і розірвав свій контракт». Загалом у футболці албанського клубу зіграв 15 матчів, в яких відзначився 2-ма голами.

### «Стівенідж»
У червні 2011 року стало відомо, що Маджо перейде вільним агентом до представника Першої ліги «Стівенідж». Камерунець підписав з клубом 1-річний контракт. Головний тренер «Стівенеджа» Грем Вестлі намагався підписати Маджо напередодні старту сезону 2008/09 років, але натомість гравець вирішив шукати місце роботи за кордоном. Підписавши контракт зі «Стівенеджом», Гуй зазначив: «Я зустрів гравців у «Стівенеджі», мені дуже подобається команда і те, як вони піклувалися про мене, коли я прибув. Я дуже чекаю нового сезону і сподіваюся забити багато голів за мій новий клуб». У липні 2011 року Вестлі заявив, що підписання Маджо відтермінувалося «адміністративною затримкою» і що передача його заявки також затрималася — «Є декілька питань, які потрібно вирішити з його колишнім клубом, але я сподіваюся, що це вирішиться найближчими днями». «Стівенідж» повідомив, що отримав міжнародний дозвіл на Маджо 22 липня. Гуй не грав у стартових 10-ти турах чемпіонату сезону 2011/12 років, а тако просидів усі 90 хвилин на лаві запасних 9 серпня 2011 року в програному (3:4) поєдинку Кубку Футбольної ліги проти «Пітерборо Юнайтед». Після забитого м'яча в матчі дублерів проти «Оксфорд Юнайтед», три дні по тому, 24 вересня, вийшов на поле в другому таймі в програному (0:1) поєдинку проти «Карлайл Юнайтед» на Брантон Парк.

#### Оренда в «Порт Вейл»
Після 1-го зіграного матчу за «Стівенідж», 24 листопада 2011 року відправився в оренду до клубу Другої ліги «Порт Вейл». Він мав на меті "проявити себе" в клубі, попередньо пройшовши перегляд на Вейл Парк, перш ніж у 2005 році став професіоналом у «Бристоль Сіті». Дебютував за команду наступного дня після переходу, вийшовши на поле на 80-й хвилині нічийного (0:0) поєдинку проти «Торкі Юнайтед»; його відзначили за гру, незважаючи на те, що був «заржавілим» і не здійснив багато бігової роботи в матчі. У наступному матчі за клуб відзначився четвертим голом у Футбольній лізі, оскільки «продемонстрував швидкі ноги, впевнений дотик і смертельні інстинкти перед воротами», відзначився переможним голом (2:1) у поєдинку проти «Дагенем енд Редбрідж». Гол він присвятив тренеру Джеффу Хорсфілду, після того як тандем провів багато новин на тренуваннях, працюючи над завершальними навичками Маджо. Завдяки вдалій грі Гуй потрапив до команди тижня Другої ліги. За 60 хвилин відзначився хет-триком у своєму третьому матчі за клуб, в переможному (4:0) поєдинку проти «Олдершот Таун»; незважаючи на це, він заявив, що «я не так добре грав у першому таймі. Я відчуваю, що можу дати набагато більше». За другу гру вдруге потрапив до команди тижня Другої ліги. У січні він повернувся на «Бродголл-Вей», відзначився чотирма голами в шести матчах за «Порт-Вейл», який не зміг продовжити угоду про оренду через гостру нестачу фінансів.

### «Олдершот Таун»
20 січня 2012 року Маджо приєднався до представника Другої ліги «Олдершот Таун» за «невідому п’ятизначну плату». Підписавши контракт, який діяв до літа 2013 року, головний тренер Дін Голдсворт заявив, що «він дуже добре впишеться. Він сильний хлопець, який також добре зосереджений. У нього справжній апетит, [щоб] забивати голи. Ми знаємо, що він може забивати голи, і це те, що нам потрібно». Відкрив рахунок забитим м'ячам за нову команду 14 лютого єдиним голом у переможному (1:0) поєдинку проти «Герефорд Юнайтед» на «Рекріейшн Граунд», щоб своїм влучним «пострілом» принести «Олдершоту» першу домашню перемогу за останні два місяці. Сезон 2011/12 років завершив з 8-ма голами в 20-ти матчах за «Олдершот», а загалом у всіх турнірах відзначився 12 голами у 27 матчах.
Сезон 2012/13 років розпочав на лаві запасних. 8 вересня 2012 року відправився в 4-тижневу оренду до «Плімут Аргайл». Відкрив лік забитим м'ячам за «Плімут» 2 жовтня, коли допоміг зрівняти рахунок (1:1) у поєдинку проти «Вікем Вондерерз» на Адамс Парк. Під час перебування на Гоум Парк Гуй зізнався, що його хвилювала форма клубу, якому належить контракт гравця, «Олдершот Таун», оскільки за його відсутності городяни опустилися в зону вильоту. Головний тренер Карл Флетчер усунув його з першої команди, незважаючи на те, що Маджо залишався «зразковим професіоналом» для команди «Плімута», яка мало забивала та відчувала дефіцит нападників. У січні 2013 року залишив «Олдершот», почав тренуватися з «Бристоль Роверз», хоча до підписання контракту справа так і не дійшла.

### «Маклсфілд Таун»
У березні 2013 року перейшов до представника Національної Конференції «Маклсфілд Таун». Два дні по тому дебютував за нову команду, вийшовши на поле на 80-й хвилині в переможному (2:0) домашньому матчі проти «Телфорд Юнайтед». Маджо знадобилося сім поєдинків, щоб відкрити рахунок забитим м'ячам за «Максфілд», сталося це в програному (4:5) виїзному поєдинку передостаннього туру національного чемпіонату проти «Вокінга». Тиждень по тому, 20 квітня 2013 року, завершив сезон, забивши м'яч потужним ударом з 30 ярдів, який допоміг «Максфілду» здобути перемогу (2:1) проти «Кембридж Юнайтед» на Мосс Роуз, закінчивши п'ятиматчеву програшну серію «Таун».

### «Тойн Ман» та «Луктабфа»
У вересні 2013 року приєднався до клубу Першого дивізіону Гонконгу «Тойн Ман» на сезоні 2013/14 року. За два місяці, проведені в команді, відзначився 2-ма голами в 5-ти матчах. Згодом грав за «Луктабфа» в Регіональному дивізіоні Центр та Захід Таїланду.

### «Транмер Роверз»
19 листопада 2014 року, після підписання Мікі Адамса, його колишнього головного тренера Порт Вейла, Маджо підписав 2-місячний контракт з «Транмер Роверз». Шість тижнів по тому залишив Прентон Парк, вийшовши на поле з лави запасних у трьох матчах. У 2015 році виступав за футбольні команди з Габону.

## Кар'єра в збірній
Виступав за юнацьку збірну камеруну U-17. У листопаді 2007 року Маджо отримав виклик на матч збірної Камеруну після того, як Самюель Ето'о змушений був залишити розташування збірної після травми стегна. Також викликався до олімпійської збірної Камеруну на Олімпіаду 2008 року в Пекіні. У червні 2008 року приєднався до тренувального табору олімпійської збірної Камеруну в Франції, у складі якої зіграв у нічийному (0:0) поєдинку проти олімпійської збірної Японії. Але до остаточного списку гравців, які поїхали на Олімпіаду 2008 року не потрапив.

## Засудження за сексуальне насильство
У січні 2016 року Гуя заочно засудили за сексуальне насильство після інциденту в його будинку в Грейшотті 17 серпня 2014 року; його визнали винним і засудили до трьох з половиною років, хоча, як вважали, він перебував десь у Західній Африці і не бажав повертатися до Великої Британії.

## Статистика виступів

### Клубна
| Клуб                     | Сезон                | Дивізіон                | Ліга[A] | Ліга[A] | Кубок Англії | Кубок Англії | Кубок ліги | Кубок ліги | Інші[B] | Інші[B] | Загалом | Загалом |
| Клуб                     | Сезон                | Дивізіон                | Матчі   | Голи    | Матчі        | Голи         | Матчі      | Голи       | Матчі   | Голи    | Матчі   | Голи    |
| ------------------------ | -------------------- | ----------------------- | ------- | ------- | ------------ | ------------ | ---------- | ---------- | ------- | ------- | ------- | ------- |
| «Пітерсфілд Таун»        | 2004–05              | Футбольна ліга Уессекса | 11      | 12      | 0            | 0            | 0          | 0          | 0       | 0       | 11      | 12      |
| «Бристоль Сіті»          | 2005–06              | Перша ліга              | 5       | 0       | 0            | 0            | 0          | 0          | 1       | 1       | 6       | 1       |
| «Форест Грін Роверз»     | 2005–06              | Національна Конференція | 24      | 9       | 0            | 0            | 0          | 0          | 0       | 0       | 24      | 9       |
| «Стаффорд Рейнджерс»     | 2006–07              | Національна Конференція | 42      | 12      | 3            | 0            | 0          | 0          | 1       | 0       | 46      | 12      |
| «Кроулі Таун»            | 2007–08              | Національна Конференція | 18      | 11      | 0            | 0            | 0          | 0          | 0       | 0       | 18      | 11      |
| «Челтнем Таун» (loan)    | 2007–08              | Перша ліга              | 5       | 0       | 0            | 0            | 0          | 0          | 0       | 0       | 5       | 0       |
| «Шрусбері Таун»          | 2007–08              | Друга ліга              | 15      | 3       | 0            | 0            | 0          | 0          | 0       | 0       | 15      | 3       |
| «Шрусбері Таун»          | 2008–09              | Друга ліга              | 0       | 0       | 0            | 0            | 0          | 0          | 0       | 0       | 0       | 0       |
| «Шрусбері Таун»          | Загалом              | Загалом                 | 15      | 3       | 0            | 0            | 0          | 0          | 0       | 0       | 15      | 3       |
| «Гуаньдун Санрейв Кейн»  | 2009                 | Перша ліга Китаю        | 18      | 10      | 0            | 0            | 0          | 0          | 0       | 0       | 18      | 10      |
| «Бюліс» (Балш)           | 2010–11              | Суперліга Албанії       | 15      | 2       | 0            | 0            | 0          | 0          | 0       | 0       | 15      | 2       |
| «Стівенідж»              | 2011–12              | Перша ліга              | 1       | 0       | 0            | 0            | 0          | 0          | 0       | 0       | 1       | 0       |
| «Порт Вейл» (оренда)     | 2011–12              | Друга ліга              | 6       | 4       | 0            | 0            | 0          | 0          | 0       | 0       | 6       | 4       |
| «Олдершот Таун»          | 2011–12              | Друга ліга              | 20      | 8       | 0            | 0            | 0          | 0          | 0       | 0       | 20      | 8       |
| «Олдершот Таун»          | 2012–13              | Друга ліга              | 3       | 0       | 0            | 0            | 0          | 0          | 0       | 0       | 3       | 0       |
| «Олдершот Таун»          | Загалом              | Загалом                 | 23      | 8       | 0            | 0            | 0          | 0          | 0       | 0       | 23      | 8       |
| «Плімут Аргайл» (оренда) | 2012–13              | Друга ліга              | 14      | 3       | 0            | 0            | 0          | 0          | 0       | 0       | 14      | 3       |
| «Маклсфілд Таун»         | 2012–13              | Національна Конференція | 8       | 2       | 0            | 0            | 0          | 0          | 0       | 0       | 8       | 2       |
| «Транмер Роверз»         | 2014–15              | Друга ліга              | 2       | 0       | 1            | 0            | 0          | 0          | 0       | 0       | 3       | 0       |
| Усього за кар'єру[C]     | Усього за кар'єру[C] | Усього за кар'єру[C]    | 207     | 76      | 4            | 0            | 0          | 0          | 2       | 1       | 213     | 77      |

A. ↑  Колонка «Ліга» містить інформацію про матчі та голи (включаючи й виходи на поле з лави запасних) у Футбольній лізі, Конференції, Першій лізі Китаю та Суперлізі Албанії.
B. ↑  Колонка «Інші» містить інформацію про матчі та голи (включаючи й виходи на поле з лави запасних) в Трофеї ФА та Трофеї ФЛ.
C. ↑  Показники загалом у кар'єрі не включають зіграні матчі та забиті м'ячі в «Тойн Ман» та Луктабфі.